# Antoni Vila (jesuïta)
Antoni Vila (Santpedor, bisbat de Vic, abril de 1747 - Ferrara, anys 1820) fou un jesuïta i hel·lenista que publicà la seva obra a Ferrara on residia arran de l'expulsió dels jesuïtes d'Espanya. Ell mateix s'anomena Crisopetropolitano (traduïble al català com “veí de pedra d'or” ≈ "Sant-pe(dra)d(')or"). En 1766 ensenyava gramàtica a l'escola de la Companyia de Gandia. L'anomenen «habilíssim en les llengües grega i llatina» els autors de l'obra «Progressi dello spiritu humano ossia giornale letterario ulli confini d'Italia» (1784), on es diu que Vila havia compost nou llibres sobre la conquesta de Mèxic. Va morir a Ferrara, havent enviat diversos socors als seus parents empobrits de Santpedor, especialment al seu nebot fuster d'aquesta vila.Sent catedràtic d'eloqüència, d'antiguitats gregues i llatines a la universitat de Ferrara publicà les següents obres:
- «De sacro christiana gentis oratote ad heroicum Graecorum patrum eloquentiam instituendo» (Ferrara, ex Typographia haeredum Josephi Rinaldi, 1786).
- «Joannis Mariae Riminaldi laudatio» (Ferrara, ib. 1796), dedicada al cardenal Giuseppe Garampi.
- «Dialogus de graecorum scriptorum lectione» (ibídem, 1783).
- «Dialogus alter de utilitate ex graecorum scriptorum lectione» (ibidem 1787) els dos diàlegs estan escrits en llatí i en grec. A aquestes obres afegeix Pratdesaba les següents;
- «Oratio de dignitate ac praestantia linguae latinae».
- «Oratio de optimo scribendi genere ex veterum graeci latinique nominis scriptorum imitatione comparando».
- «Oratio de christianae religionis praestantia philosophicis armis defendenda» (Ferrara 1790), dedicada a Pius VI.
- «Oratio de inexhaustis ciceronianae orationis divitiis». 1765 que dedica al duc d'Alcúdia.